# Leonor de Aragão, rainha de Castela
Leonor de Aragão (El Puig, 20 de fevereiro de 1358 — Cuéllar, 13 de setembro de 1382) foi uma infanta de Aragão e rainha de Castela.

## Biografia
Nasceu em Santa Maria del Puig, a terceira dos quatro filhos do rei Pedro IV de Aragão e de Leonor da Sicília, sua terceira consorte. Era irmã dos reis João I e Martim I de Aragão e meia-irmã Constança de Aragão, rainha da Sicília e de Joana, condessa de Ampúrias.
Em 10 de maio de 1375, foi prometida em casamento ao infante João de Castela como parte dos acordos de paz entre ambos os reinos. O casamento aconteceu em 18 de junho do mesmo ano, em Soria. Quatro anos depois, seu consorte ascendeu ao trono de Castela como João I de Castela e Leonor tornou-se sua rainha.
Eles tiveram três filhos:
- Henrique (1379-1406), que sucedeu seu pai no trono de Castela como Henrique III;
- Fernando (1380-1416), que sucedeu seu tio Martim I de Aragão como Fernando I de Aragão;
- Leonor, que morreu jovem.

Leonor faleceu em decorrência do parto de sua filha, aos 24 anos de idade, no Castelo de Cuellar. Seu corpo foi sepultado na Catedral de Toledo.